# جائزة سان مارينو الكبرى للدراجات النارية 2007
جائزة سان مارينو الكبرى للدراجات النارية 2007 هو سباق دراجات نارية أقيم بتاريخ 2 سبتمبر 2007 في حلبة ميزانو الدولية. كان الجولة الثالثة عشر من أصل 18 في سباق الجائزة الكبرى للدراجات النارية موسم 2007. فاز كيسي ستونر بفئة الموتو جي بي بينما جاء كريس فيرمولين في المركز الثاني وحصل على المركز الثالث جون هوبكنز.

## وصلات خارجية
- الموقع الرسمي